# Endograptis
Endograptis là một chi bướm đêm thuộc họ Cosmopterigidae.